# 小行星5520
小行星5520（英語：5520 Natori）是一颗围绕太阳公转的小行星。1990年9月12日，浦田武在清水町发现了此天体。
这颗小行星的绝对星等为59.35538248819569等。